# Animali Vogel- en dierenpark

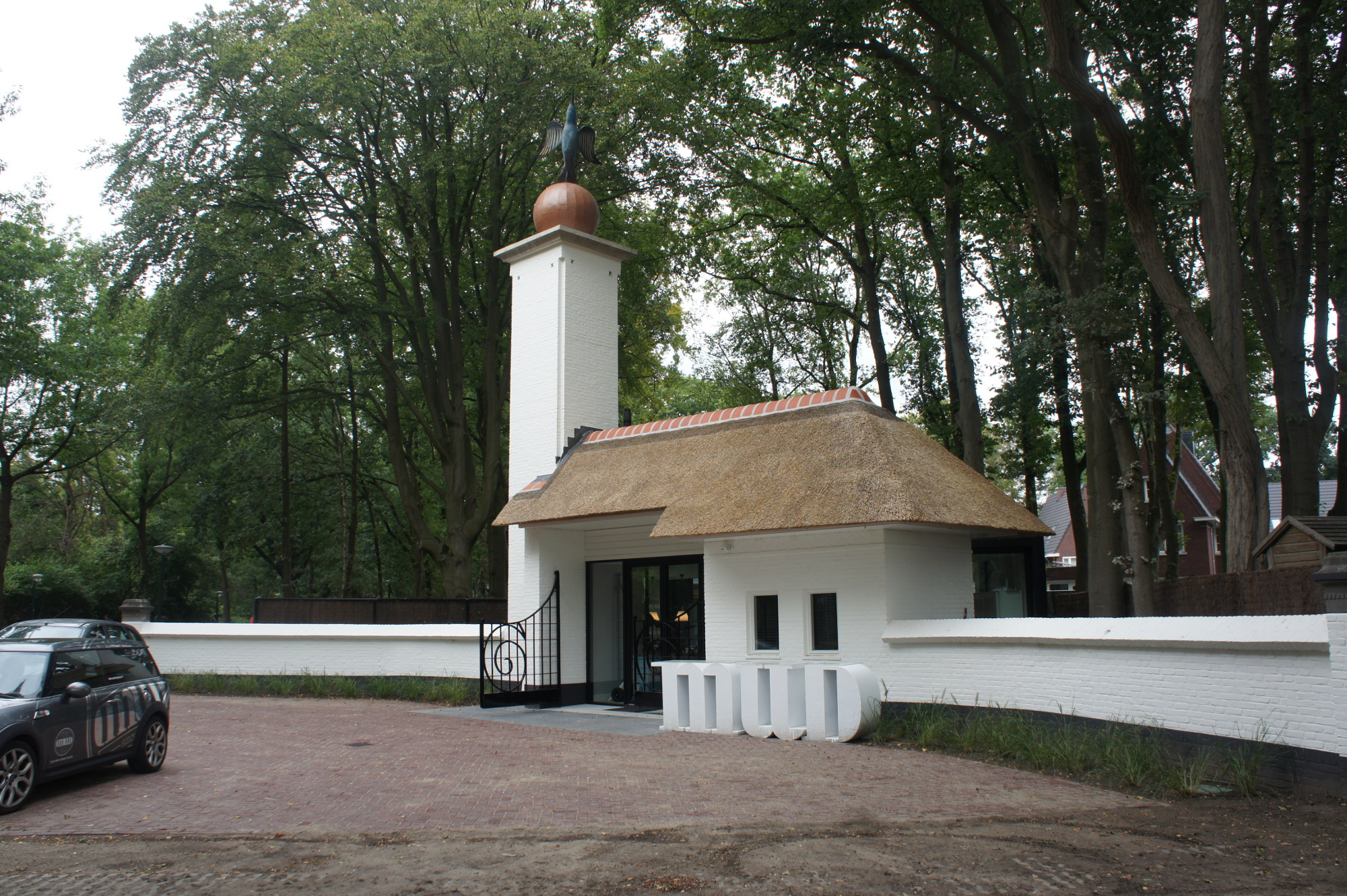
Toegangspoort van het voormalig vogel- en dierenpark Animali te Stratum (Eindhoven) (2018)

Animali Vogel- en Dierenpark was een park aan de Roostenlaan in de Brabantse stad Eindhoven.
Oorspronkelijk was Animali de naam van een vogel- en dierengroothandel aan de Korvelseweg in Tilburg. Deze groothandel was eigendom van Harrie van Dijk en werd in 1940 gesticht. Harrie van Dijk is in Tilburg ook betrokken geweest bij het Tilburgs dierenpark. Na zijn verhuizing, samen met zijn vrouw, van Tilburg naar Eindhoven heeft hij op 10 mei 1951 het dierenpark Animali geopend.
In het park waren tientallen soorten kleurige, exotische vogels, zoals kakatoes, struisvogels en emoes. Er waren ook apen, kangoeroes en leeuwen. Verder was er een speeltuin en een restaurant. In de jaren vijftig van de 20e eeuw gold een bezoek aan dit park als een heus dagje uit.
In 1961 kreeg de oprichter van het park Harrie van Dijk een hartaanval. Hij kon het park daardoor niet meer runnen. Zijn vrouw nam het van hem over, maar kon dit eigenlijk niet volhouden. Ze wilde het park verkopen. De vraagprijs was toentertijd ruim HFL 1.800.000,= (ruim € 800.000, zonder rekening te houden met inflatie). Later kregen ze ook het park niet verkocht voor 800.000 gulden minder. Uiteindelijk is het park gesloten.
Het achterste deel van het park is nog gedeeltelijk intact. Vogelhandel en Broedcentrum Animali is er nog gevestigd, maar het park en de daar bijbehorende speeltuin zijn afgebroken. Het restaurant van het park is intussen ook gesloopt. De gemeente Eindhoven wil op de plek waar het park zich bevond, villa's en andere huizen bouwen. Na de zomer van 2009 zou de sloop van het park starten en zou de bouw van een villawijk beginnen. Echter op 13 maart 2012 werd projectontwikkelaar HeJa failliet verklaard nog voor de bouw werkelijk was gestart.
Op 29 maart 2015 werd bekend dat een nieuwe projectontwikkelaar de opdracht van HeJa heeft overgenomen en dat de villabouw van start kon gaan
In 2020 was het park geheel afgebroken en waren er diverse villa's gebouwd aan de Speckenlaan. Aan het park herinnert slechts nog het monumentale poortgebouw en de straatnaam Animalipad. Het poortgebouw werd, na jaren van verwaarlozing, in 2018 weer geheel gerestaureerd, inclusief de kenmerkende bal met daarop de blauwe vogel.
Aeres MBO Barneveld ·
Almere Jungle ·
Animal Farm ·
Apenheul ·
AquaZoo Leeuwarden ·
Aquazoo Leerdam ·
Artis ·
Artisklas Haarlem ·
Berkenhof Tropical Zoo ·
BestZoo ·
Botanische Tuinen Universiteit Utrecht ·
Center Parcs Het Heijderbos ·
Centrum voor Natuur- en Milieu Educatie ·
WaterLand Neeltje Jans ·
DierenPark Amersfoort ·
Dierenpark De Oliemeulen ·
Dierenpark Zie-ZOO ·
Diergaarde Blijdorp ·
DoeZoo Insektenwereld ·
Dolfinarium Harderwijk ·
Ecomare ·
Eindhoven Zoo ·
Faunapark Flakkee ·
Fort Kijkduin ·
GaiaZOO ·
Hof van Eckberge ·
Informatiecentrum De Noordwester ·
Kabouterland ·
Kasteelpark Born ·
Koninklijke Burgers' Zoo ·
Dierenpark Hoenderdaell ·
Muzeeaquarium Delfzijl ·
Natuurcentrum Ameland ·
Omnium Goes Tropisch bos ·
Ouwehands Dierenpark ·
Pantropica ·
Passiflorahoeve ·
Plaswijckpark ·
Reptielenhuis De Aarde ·
Reptielenzoo Iguana ·
Safaripark Beekse Bergen ·
Sea Life Scheveningen ·
Stichting AAP ·
Stichting Das & Boom ·
Taman Indonesia ·
Texel ZOO ·
Uilen- en Dierenpark De Paay ·
Van Blanckendaell Park ·
Vlinderparadijs Papiliorama ·
Vlinders aan de Vliet ·
Vlindersafari ·
Vlindertuin De Kas ·
Vlindorado ·
Vogelpark Avifauna ·
Vogelpark Ruinen ·
Vogelrevalidatiecentrum Zundert ·
Wereldtuinen Mondo Verde ·
Wildlands Adventure Zoo Emmen ·
Wonderwereld ·
Zee Aquarium Bergen aan Zee ·
ZooParc Overloon ·
Zoo Veldhoven
Opgeheven: Animali Vogel- en dierenpark · Noorder Dierenpark Emmen · Dierenpark Wassenaar · Dierenpark Wissel · Dolfirama · Dolfirado · Dolfirodam · Grottenaquarium Valkenburg · Fazanterie de Rooie Hoeve · Haagse Dierentuin · Kasteeltuinen Arcen · Klant’s Dierentuin · Klein Costa Rica · Labyrinth Boekelo · Papegaaienpark N.O.P. · Reptielenzoo "SERPO" · Schildpaddencentrum · Stonehenge Wildlife · Tilburgs dierenpark · Tropisch Oosten · Vogel- en wandelpark Abbeweer · Zodiac Zoos